# Remizowo
Remizowo (biał. Рэмезава; ros. Ремезово; hist. Zabłoć) – wieś na Białorusi, w obwodzie grodzieńskim, w rejonie werenowskim, w sielsowiecie Bieniakonie.
Jeszcze przed II wojną światową wieś nosiła nazwę Zabłoć. Nazwę Remizowo (w źródłach spotykana jest także nazwa Remiczowo) nosił położony na południe od Zabłoci majątek ziemski (obecnie nieistniejący).
W XIX w. Zabłoć należała do powiatu lidzkiego, a Remizowo do powiatu oszmiańskiego.
W dwudziestoleciu międzywojennym Zabłoć leżała w Polsce, w województwie nowogródzkim, w powiecie lidzkim, w gminie Bieniakonie.
Majątek Remizowo w tym okresie początkowo wchodził w skład okręgu wileńskiego Zarządu Cywilnego Ziem Wschodnich (1919–1920), później Litwy Środkowej (1920–1922), gdzie przynależał do powiatu oszmiańskiego i gminy Dziewieniszki.
Po przyłączeniu do Polski, do 1 lipca 1926 leżał w Ziemi Wileńskiej, w powiecie oszmiańskim, w gminie Dziewieniszki; następnie w województwie nowogródzkim, w powiecie lidzkim, w gminie Bieniakonie.